# Marsjal Baghramjan
Marsjal Baghramjan (armeniska: Մարշալ Բաղրամյան) är en tunnelbanestation på Jerevans tunnelbana i Armeniens huvudstad Jerevan. Den ligger i distriktet Kentron.
Stationen öppnades den 7 mars 1981, som (armeniska: Սարալանջի) Saralandzji, men döptes om redan 1983 efter Sovjetunionens hjälte, marskalken Hovhannes Baghramjan (1897–1982), kommendant över den första armeniska kavalleribrigaden 1923–1931.
Stationsingången ligger vid Marskalk Baghramjanavenyn, som även den är döpt efter marskalk Baghramjan.
Marsjal Baghramjanstationen är planerad som en station för byte till en skisserad framtida linje 2.

## Bildgalleri

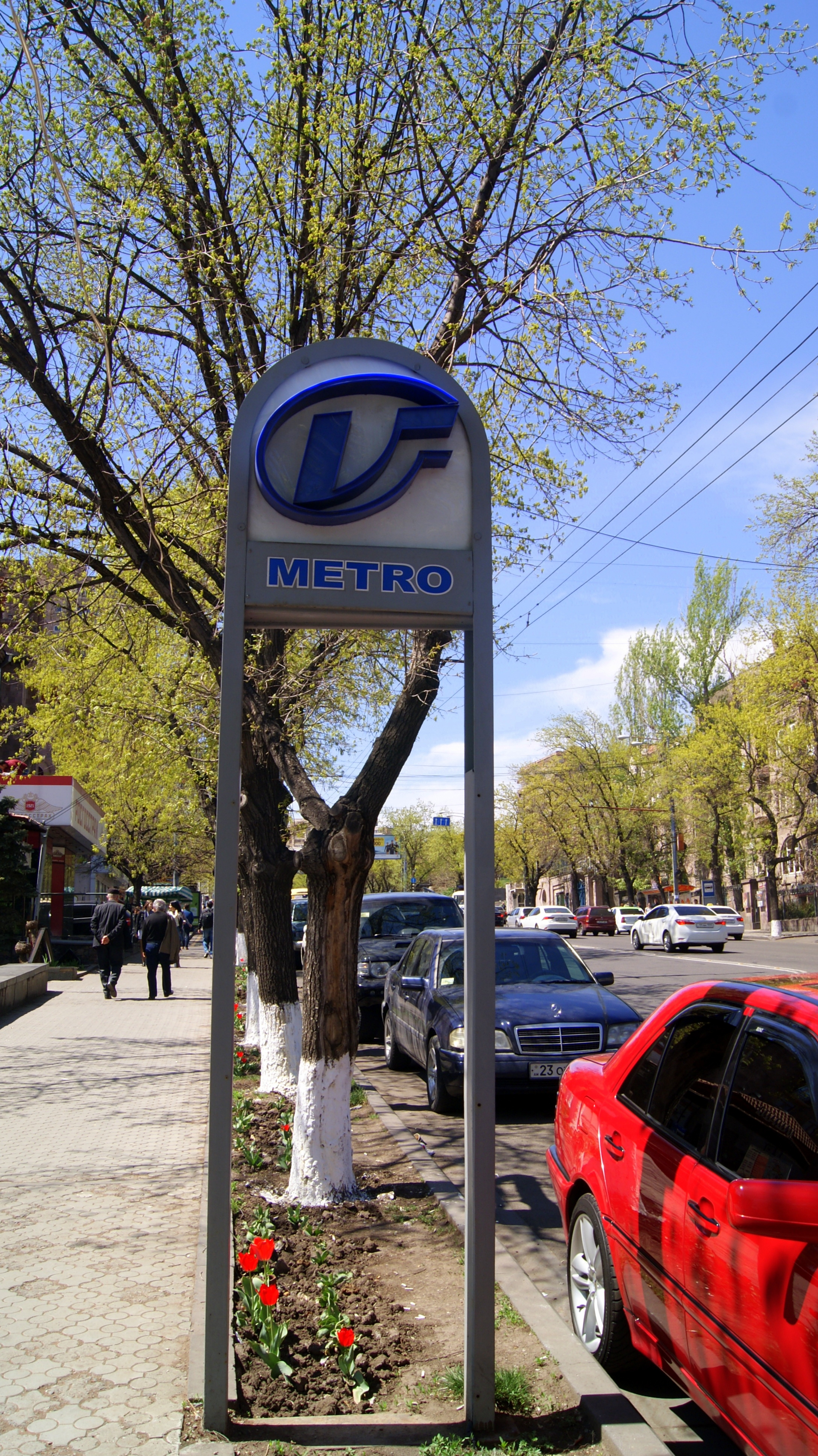
Ingång från gatan
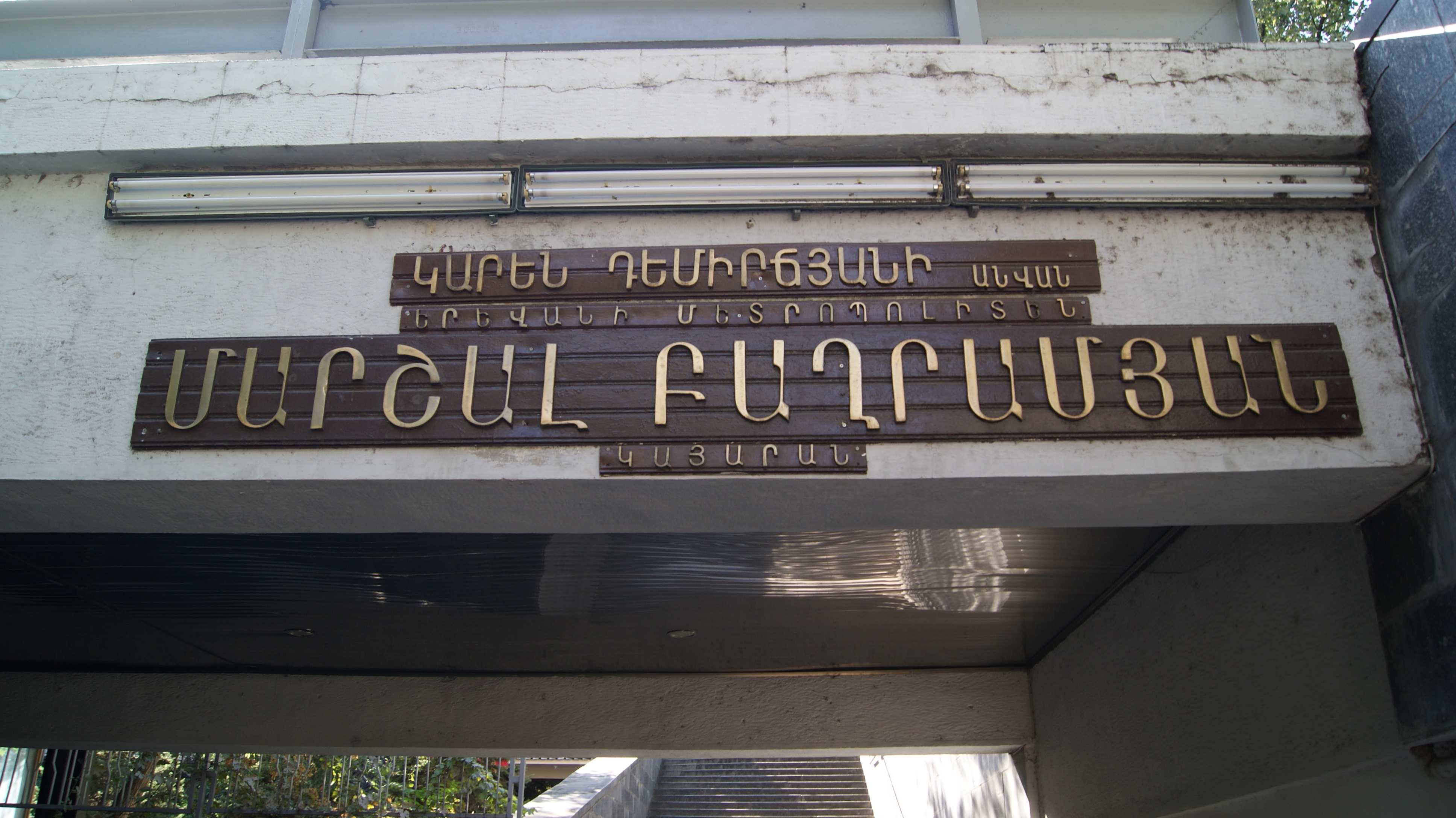
Stationsskylt
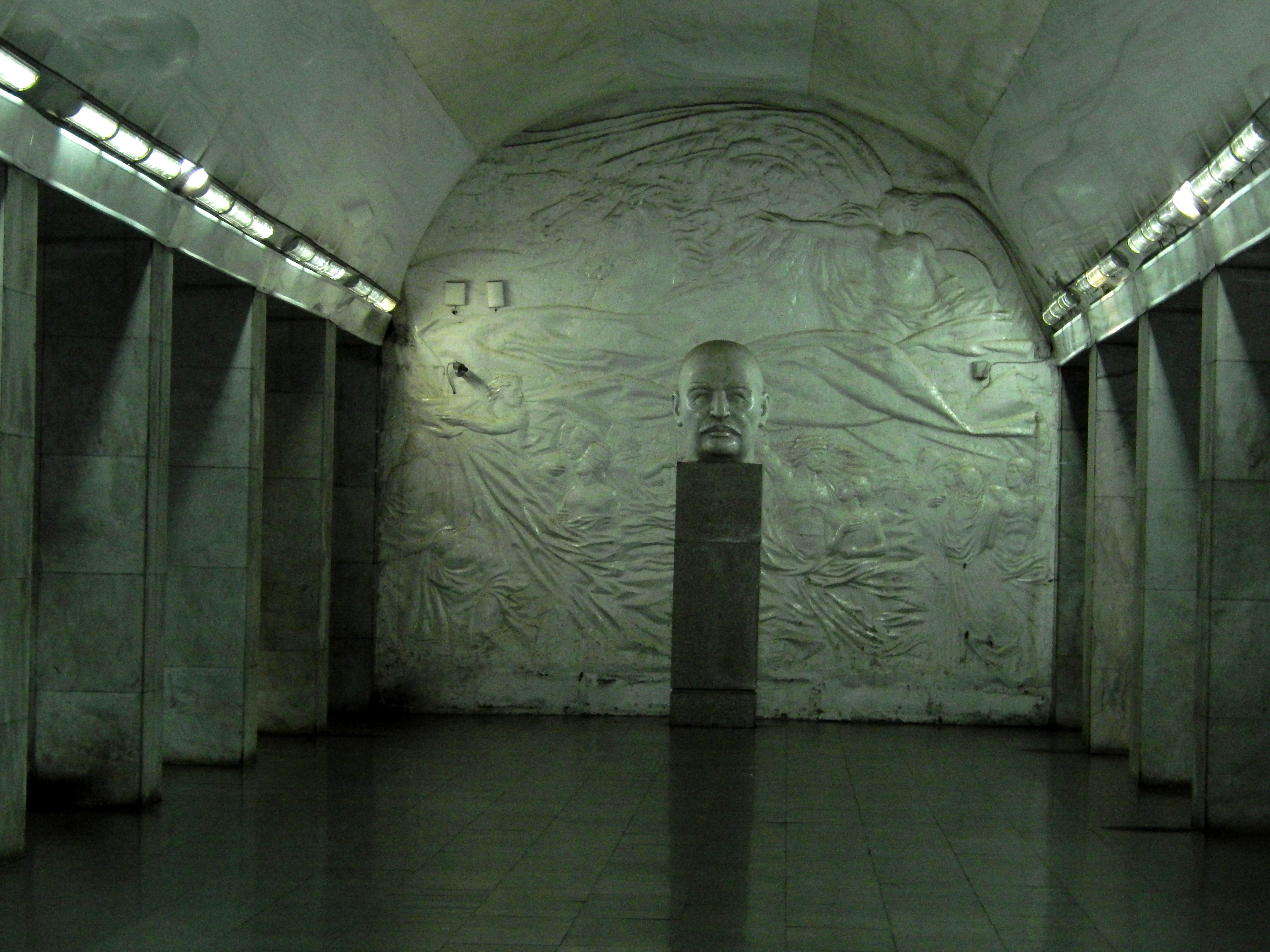
Byst över marskalk Baghramjan